# Ravi

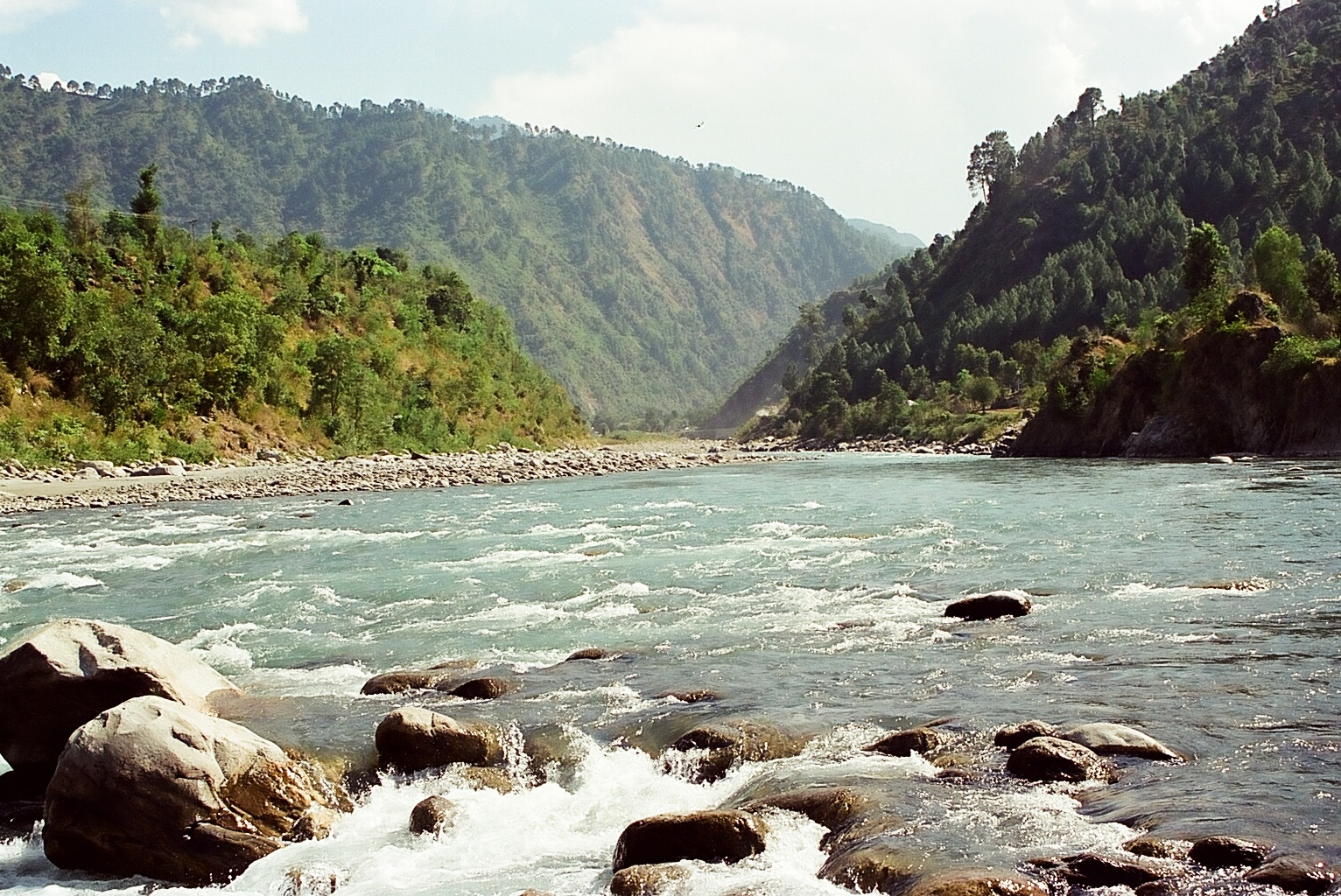
Ravi nära Chamba

Ravi, av Arrianos kallad Hydraotes, är en av de fem floder som har givit namn åt regionen Punjab i nuvarande Pakistan och Indien.  Den rinner upp i distriktet Chamba i den indiska delstaten Himachal Pradesh på sydvästra sidan av Himalaya.  Ett stycke utgör den gränsflod mellan Indien och Pakistan och flyter sedan genom Pakistan i sydöstlig riktning förbi Lahore, och förenar sig ovanför Multan med Indus biflod Chenab. Ravis längd är omkring 720 km. I början av 1900-talet var den segelbar upp till Lahore.
Floden har länge använts för bevattning. 1878-79 och 1917 byggdes stora bevattningskanaler in i vad som nu är Indien och Pakistan. De båda länderna har haft återkommande tvister om vattenförsörjningen 1960 träffade man ett avtal som gav Indien rätten till Ravis vatten mot att Pakistan fick exklusiv rätt till vattnet i Indus och dess västliga bifloder.